# (11264) Claudiomaccone
(11264) Claudiomaccone est un astéroïde de la ceinture principale.

## Description
(11264) Claudiomaccone est un astéroïde de la ceinture principale. Il fut découvert le 16 octobre 1979 à Naoutchnyï par Nikolaï Tchernykh. Il présente une orbite caractérisée par un demi-grand axe de 2,58 UA, une excentricité de 0,23 et une inclinaison de 3,5° par rapport à l'écliptique.

## Compléments